# Rio Bârsău (Bârsău)
O Rio Bârsău é um rio da Romênia afluente do Rio Someş, localizado no distrito de Satu Mare e Maramureş.